# Hélios Sessolo
Helios Sessolo (* 26. Mai 1993) ist ein schweizerisch-spanischer Fussballspieler, der beim FC Thun unter Vertrag steht.

## Karriere

### Vereine
Sessolo wechselte 2009 vom Servette FC Genève in die Juniorenabteilung des BSC Young Boys. In der Saison 2012/13 kam er zu seinem Debüt in der Super League. 2015 wurde er an den FC Le Mont-sur-Lausanne ausgeliehen.
Im Sommer 2015 wechselte er zum FC Lausanne-Sport in die Schweizer Challenge League.  Mit dieser Mannschaft schaffte er auch den Aufstieg in die Super League.
Sessolo war aber nicht im geplanten Team, somit wechselte er zu Le Mont LS. Nach einer Saison erhielt er ein Angebot vom FC Schaffhausen.
Seit 2017 spielte er beim FC Schaffhausen. 2018 war er Goalgetter mit 16 Toren. Auf Grund eines Kreuzbandrisses musste er ein halbes Jahr pausieren, bevor er Februar 2019 wieder zurück auf dem Spielfeld war. Im Januar/Februar spielte er für ein paar Tage beim zyprischen Verein Ethnikos Achnas, ehe er zurück in die Schweiz zum SC Kriens wechselte. 2023 folgte der Wechsel zum FC Thun, erst zur U-21-, dann zur A-Mannschaft.

### Nationalmannschaften
Sessolo kam in verschiedenen Altersklassen der Schweizer Juniorennationalmannschaften zum Einsatz.